# فرودگاه خپ
فرودگاه خپ (به انگلیسی: Cheboygan County Airport) یک فرودگاه همگانی بهره‌برداری هوایی است که یک باند فرود آسفالت دارد و طول باند آن ۱۲۲۱ متر است. این فرودگاه در کشور ایالات متحده آمریکا قرار دارد و در ارتفاع ۱۹۵ متری از سطح دریا واقع شده‌است.